# ヴィクトリー (ランニング・ワイルドのアルバム)
『ヴィクトリー』（Victory）は、ドイツのヘヴィメタル・バンド、ランニング・ワイルドが2000年に発表した11作目のスタジオ・アルバム。

## 背景
『マスカレード』（1995年）、『ライヴァルリー』（1998年）に続く、善と悪の戦いを描写した三部作の最終章で、本作において善の勝利に終わるという設定だが、バンドの中心人物ロックン・ロルフは、これらの作品は必ずしも厳密なコンセプト・アルバムでなく、個々のアルバムおよび曲が独立した存在であることを強調してきた。「レヴォリューション」はビートルズのカヴァーで、バンドのキャリアにおいて、シン・リジィの「Genocide」に続く2作目のカヴァー曲である。

## 反響・評価
母国ドイツでは2000年1月24日付のアルバム・チャートで初登場26位となり、4週連続でトップ100入りした。また、スウェーデンでは2000年2月3日付のアルバム・チャートで52位を記録し、同国においてバンド初のトップ60入りを果たした。
Götz Kühnemundは『ロック・ハード』誌のレビューで10点満点中8.5点を付け「ランニング・ワイルドにしては些か弱い『ライヴァルリー』の後、ロックン・ロルフと仲間達は、『ヴィクトリー』で再びぶっ飛ばして見せたが、それはアクセル・ペダルを踏みっぱなしにしたということではない。大部分の曲はミッド・テンポである」「全編において、ランニング・ワイルドらしいメロディとアクセプト、ジューダス・プリースト、W.A.S.P.を思わせる伝統的なリフが提示され、ハードかつ重厚であると同時に、極めてキャッチーでもある」と評している。また、『CDジャーナル』のミニ・レビューでは「欧州の史実を背景とするコンセプチュアルさや、時流に脇目もふらない"我が道を行く"的作品構造は相変わらず」と評されている。

## 収録曲
特記なき楽曲はロックン・ロルフ(Rolf Kasparek)作。6.はインストゥルメンタル。
1. フォール・オブ・ドルカス "Fall of Dorkas" – 5:17
2. ホエン・タイム・ランズ・アウト "When Time Runs Out" – 5:17
3. タイムライダーズ "Timeriders" – 4:24
4. イントゥ・ザ・ファイア "Into the Fire" – 4:56
5. レヴォリューション "Revolution" (John Lennon, Paul McCartney) – 2:58
6. ファイナル・ワルツ "The Final Waltz" (Thilo Herrmann) – 1:19
7. ツァー "Tsar" – 7:08
8. ハザー "The Hussar" – 4:04
9. ガーディアン "The Guardian" – 5:09
10. リターン・オブ・ザ・ゴッズ "Return of the Gods" (Rolf Kasparek, T. Hermann) – 5:30
11. サイレント・キラー "Silent Killer" – 4:45
12. ヴィクトリー "Victory" – 4:49

## 参加ミュージシャン
- ロックン・ロルフ - ボーカル、リズムギター
- シロ・ハーマン - リードギター
- トーマス・シュムジンスキー - ベース
- アンジェロ・サッソ - ドラムス

アディショナル・ミュージシャン
- Ralf Nowy - キーボード(on #6)
- Matthias Liebetruth - ハイハット